# 大岡義方
大岡 義方（おおおか よしかた/よしみち）は、江戸時代後期の旗本。

## 系譜
清和源氏新田氏族大岡氏分家の当主で、『寛政重修諸家譜』編纂時点では大岡家嗣子。諱の義方の読みは、大岡家系図では「よしかた」、実家の青木家系図では「よしみち」とされている。養父は大岡義安、実父は青木長国、実母は勝命雅の次女。勝海舟の母方大叔父にあたる。子に大奥で知られる瀧山。

## 生涯
青木正寛を家祖とする武田氏族大井氏系青木家当主である青木長国の二男に生まれる。また母方の祖父である勝命雅は鉄砲玉薬同心の御家人から旗本、広敷番頭となった人物である。兄に青木満真（甚平）がおり、弟の元良は天明3年（1783年）に母方の勝家の婿養子となる。
大岡清勝の二男である清春を家祖とする大岡家の婿養子となり、寛政6年（1794年）5月15日に27歳で徳川家斉に初御目見する。
『寛政重修諸家譜』編纂時点では、家督相続前で子供として2人の男子のみが掲載されているが、文化2年（1805年）に生まれた幕末の大奥御年寄である滝山の父とされている。
『寛政重修諸家譜』では養高祖父の代より、一族代々の葬地を牛込傳久寺と記載している。